# Zuckerberg (Kleinenberg)

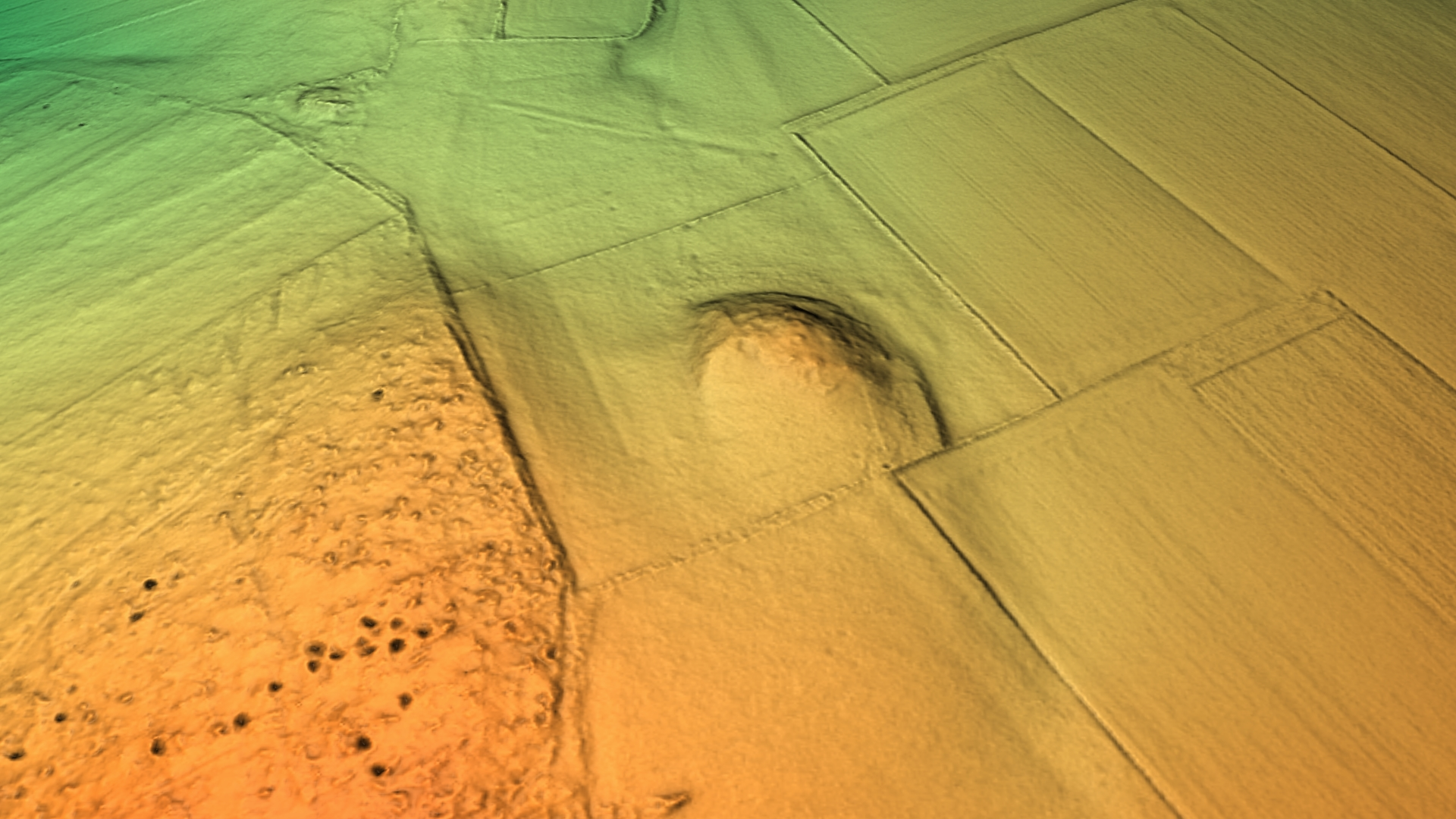
3D-Ansicht des digitalen Geländemodells

Der Zuckerberg, auch Turmhügelburg Lange Brede genannt, ist eine abgegangene mittelalterliche Motte (Turmhügelburg) unbekannter ständischer Zuordnung südöstlich der Ortschaft Kleinenberg, Stadt Lichtenau im Kreis Paderborn in Nordrhein-Westfalen, Deutschland.

## Name
Der Name Zuckerberg geht möglicherweise auf mons sacrum (zu deutsch „Heiliger Berg“) zurück, während der ursprüngliche Name der Burg unbekannt ist. In der Literatur wird er auch als Turmhügelburg Lange Brede bezeichnet.

## Lage
Der Zuckerberg liegt 1800 m südöstlich von Kleinenberg westlich der Bundesstraße 68.

## Beschreibung
Er bildet einen ovalen, etwa 1,60 bis 3,50 m hohen und gut sichtbaren Hügel mit ebener Kuppe von maximal 31 × 23 m. Der Gesamtumfang beträgt etwa 170 m. Ein Graben um die als mittelalterlicher Turmhügel interpretierte Aufschichtung aus Sandstein und Erde ist nicht mehr zu erkennen.

## Heutige Nutzung
Der Zuckerberg ist von Eichen bestanden und als geschützter Landschaftsbestandteil Baumgruppe am Kulturdenkmal Turmhügel als Lebensraum für Pflanzen und Tiere, zur Erhaltung des Landschaftsbilds und wegen der kulturhistorischen Bedeutung als Bodendenkmal Turmhügel gemäß Landschaftsplan der Stadt Lichtenau unter Schutz gestellt.

## Geschichte
Da zu der noch nicht archäologisch untersuchten Burganlage weder Schriftquellen noch archäologische Funde bekannt sind, können keine weiteren Angaben gemacht werden.